# تنبوری ولز
latitudeتنبوری ولزlongitudeتنبوری ولز
تنبوری ولز (به انگلیسی: Tenbury Wells) یک شهرک در بریتانیا است که در انگلستان واقع شده‌است.

## خصوصیات
تنبوری ولز ۳٬۳۱۶ نفر جمعیت دارد.